# 阿马尔那时期
阿马尔那时期（英語：Amarna Period，或译为阿马尔奈时期）是埃及历史上第十八王朝的后半期的别名。阿蒙霍特普四世（后改名阿肯那顿）成为法老王标志着这一时期的到来，此時期的特徵是古埃及歷史上重大的一神教改革與廢除的事件。